# Липск (город)
Липск (бел. Ліпск), (пол. Lipsk) — город в Польше, входит в Подляское воеводство, Августовский повят. Занимает площадь 4,97 км². Население — 2520 человек (на 2004 год).

## История
Город основан в 8 декабря 1580 года.

## Галерея
- Ратуша
- Костёл
- Курган Свободы
- Памятник